# RK Celje
Il Rokometni Klub Celje, moto come RK Celje Pivovarna Laško per motivi di sponsorizzazione, è una squadra di pallamano maschile slovena con sede a Celje.

È stata fondata nel 1947.

## Palmarès

### Titoli nazionali
- Campionato sloveno: 24
  - 1991-92, 1992-93, 1993-94, 1994-95, 1995-96, 1996-97, 1997-98, 1998-99, 1999-00, 2000-01
  - 2002-03, 2003-04, 2004-05, 2005-06, 2006-07, 2007-08, 2009-10, 2013-14, 2014-15, 2015-16
  - 2016-17, 2017-18, 2018-19, 2019-20.
- Coppa di Slovenia: 22
  - 1991-92, 1992-93, 1993-94, 1994-95, 1995-96, 1996-97, 1997-98, 1998-99, 1999-00, 2000-01
  - 2003-04, 2005-06, 2006-07, 2009-10, 2011-12, 2012-13, 2013-14, 2014-15, 2015-16, 2016-17
  - 2017-18, 2018-19.
- Supercoppa di Slovenia: 7
  - 2007, 2010, 2014, 2015, 2016, 2017, 2019

### Titoli internazionali
- Champions League: 1
  - 2003-04.
- Champions Trophy: 1
  - 2003-04.